# Консервативные силы
В физике консервати́вные (или потенциа́льные) си́лы — силы, работа которых не зависит от траектории точки приложения этих сил и закона её движения, а целиком определяется начальным и конечным положениями данной точки. Эквивалентное определение: консервативные силы — это зависящие только от координат силы, работа которых по любой замкнутой траектории равна нулю.
В теорфизике рассматривают четыре фундаментальных типа сил (см. Фундаментальные взаимодействия), все они являются консервативными. В школьных и общих курсах физики изучается большее разнообразие сил, по сути являющихся комбинациями фундаментальных, которое разделяется на консервативные и неконсервативные. Примеры консервативных сил: сила тяжести, сила упругости, сила кулоновского (электростатического) взаимодействия; также консервативны все сферически-симметричные центральные силы. 
Неконсервативные силы подразделяются на диссипативные (рассеивающие) и гироскопические. Гироскопическими называются силы, зависящие не только от координат, но и от скоростей и направленные всегда перпендикулярно скорости. Примерами неконсервативных сил являются сила трения (диссипативная) и магнитная часть силы Лоренца (гироскопическая).
При действии в системе только консервативных и гироскопических сил её механическая энергия сохраняется. При наличии диссипативных сил механическая энергия убывает (в замкнутой системе), переходя в иные формы энергии — в основном, в теплоту.
Для консервативных сил выполняются следующие равенства:
{\displaystyle \int \limits _{C_{1}}{\vec {F}}\cdot d{\vec {l}}=\int \limits _{C_{2}}{\vec {F}}\cdot d{\vec {l}}} — работа, производимая консервативной силой, определяется только начальным и конечным положениями точки её приложения и не зависит от выбора траектории, по которой перемещается тело;
{\displaystyle \oint \limits _{C}{{\vec {F}}\cdot d{\vec {l}}}=0} — работа консервативных сил по произвольному замкнутому контуру равна 0;
{\displaystyle \nabla \times {\vec {F}}=0} — ротор консервативных сил равен 0;
{\displaystyle {\vec {F}}=\nabla \Phi } — консервативная сила является градиентом некоей скалярной функции {\displaystyle \Phi }, называемой силовой. Эта функция равна потенциальной энергии {\displaystyle E_{p},} взятой с обратным знаком. Соответственно, {\displaystyle {\vec {F}}} и {\displaystyle E_{p}} связаны соотношением
{\displaystyle {\vec {F}}=-\nabla E_{p}.}
Таким образом, консервативная сила всегда направлена в сторону уменьшения потенциальной энергии.